# 張樹鴻
張樹鴻（1957年—2007年8月11日），香港企業家，生前居住在西營盤寶翠園，並在佛山設廠生產美國來樣版的玩具，以生產芭比娃娃、芝麻街著名，人稱「芝麻街玩具大亨」，他是利達玩具有限公司的老闆，總部在香港西環。
2007年，其出口的玩具，被美國美泰公司以油漆品質不合格为由要求退貨，导致张損失3,000萬美元以上。
2007年8月11日下午，張樹鴻被發現在公司倉庫內自縊身亡。他事前剛剛給三間廠房5,000員工遣散費。

## 相關
- Fisher-Price: 費雪公司出品芝麻街、Dora、Big Bird 及 Diego 等玩具系列。 美泰公司是費雪公司的母公司。
- 2007年中國製造出口產品回收事件